# Турбіна

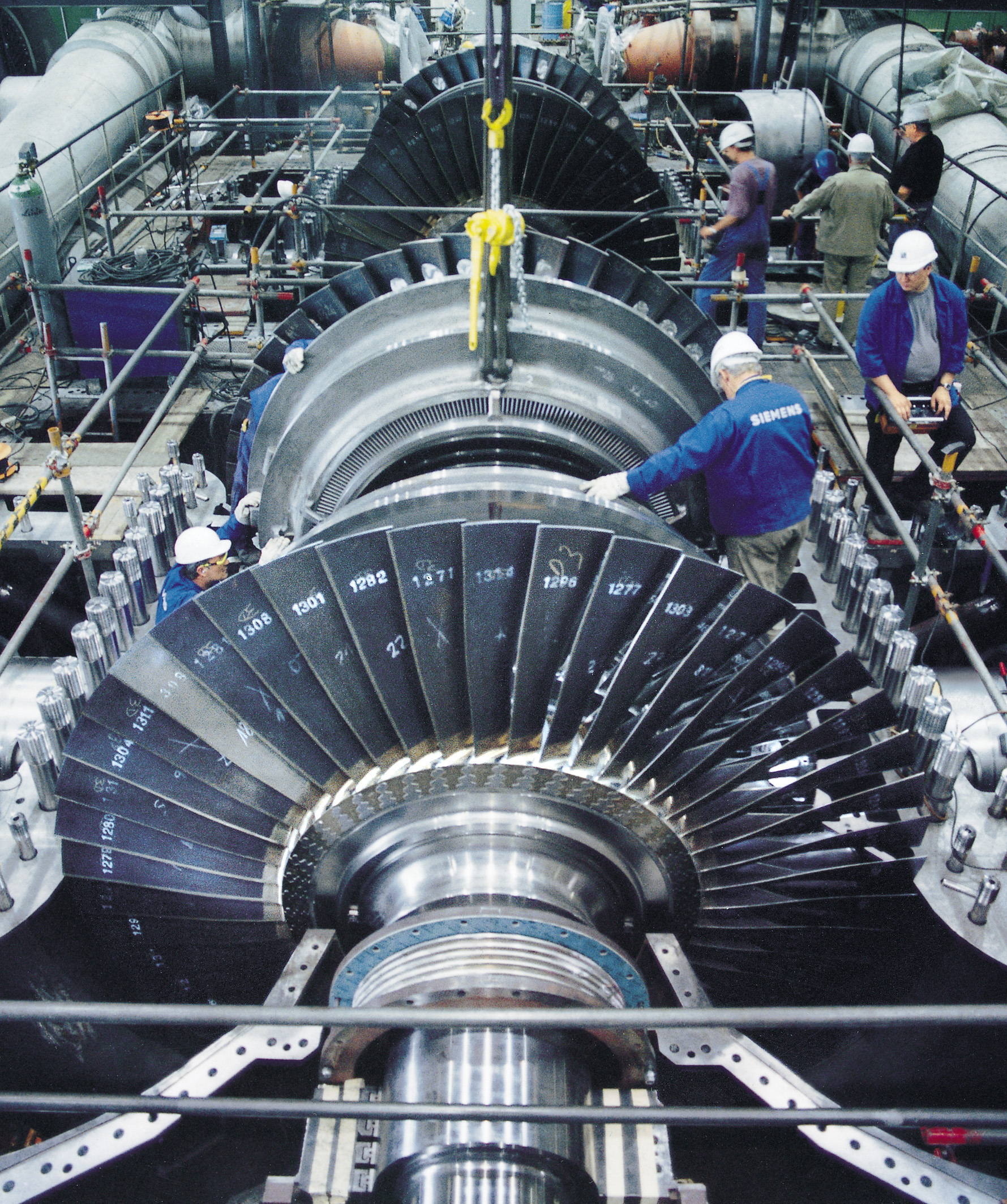
Монтаж парової турбіни від Siemens

Ілюстрація принципу роботи активної (ліворуч) і реактивної (праворуч) турбін.

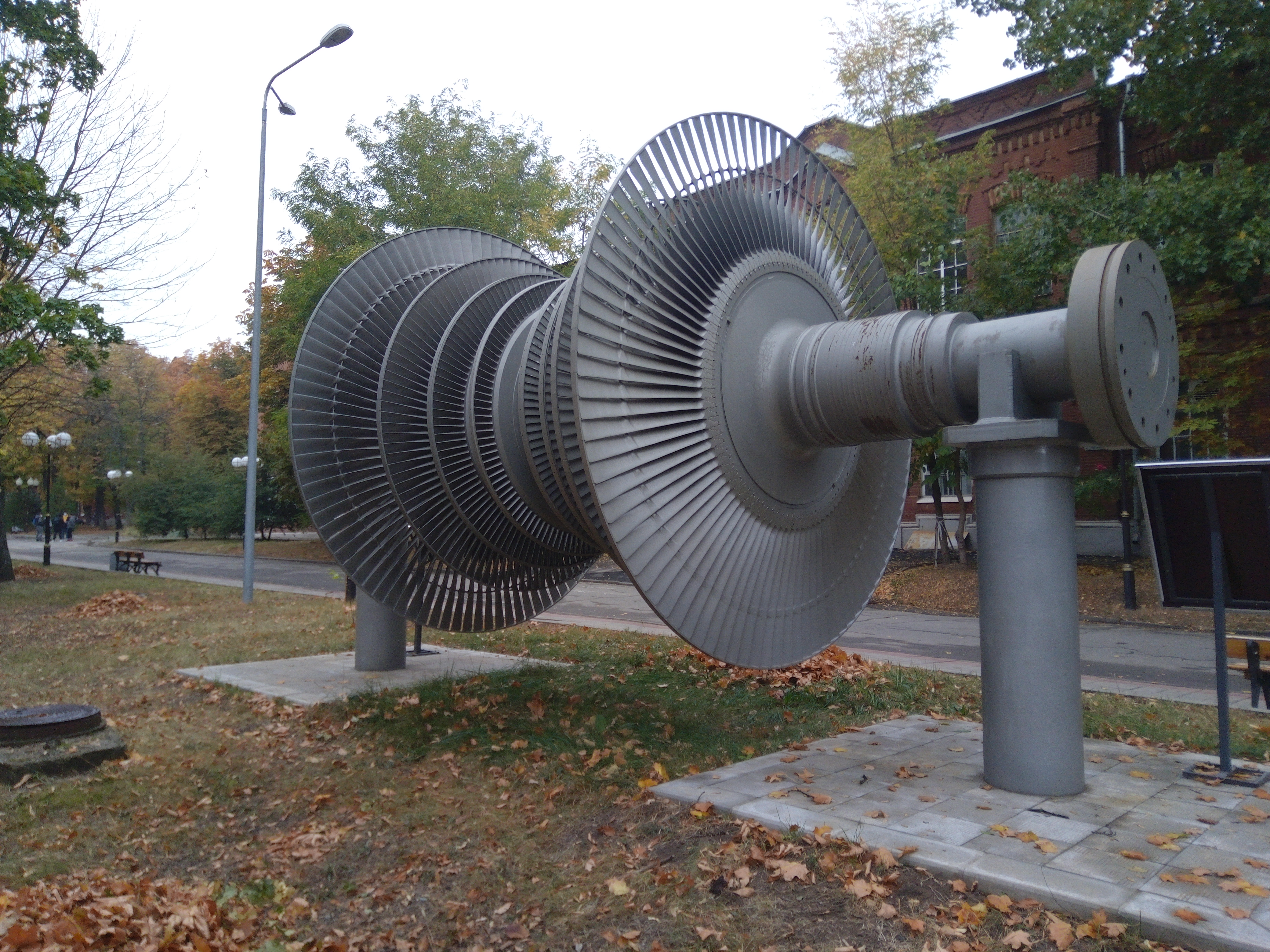
Турбіна виробництва українського виробника «Турбоатом»

Турбі́на (фр. turbine, від лат. turbo — «вихор, обертання з великою швидкістю»), виру́н, ви́рлиця — лопатковий рушій, в якому відбувається перетворення кінетичної енергії або внутрішньої енергії робочого тіла (пари, газу, рідини), що підводиться до нього, в механічну обертову роботу на валу.

## Типи
Розрізняють газові турбіни, гідротурбіни й парові турбіни, активні, реактивні, конденсаційні і теплофікаційні турбіни.
Активна турбіна (англ. impulse turbine) — турбіна, де внутрішня (потенціальна) енергія робочого тіла (газу, пари, рідини) перетворюється на зовнішню кінетичну енергію в нерухомому сопловому апараті. Далі перетворення кінетичної енергії на енергію обертання ротора відбувається лише внаслідок зміни напряму Руху робочого тіла в лопаткових каналах.
Реактивна турбіна (англ. reaction turbine) — турбіна, в якій потенціальна енергія робочого тіла (газу, пари, рідини) перетворюється на кінетичну не тільки в лопаткових каналах нерухомого соплового апарата (як в активній турбіні), а і в лопаткових каналах обертового робочого колеса, де виникає реактивна сила потоку робочого тіла. Відношення кількості потенціальної енергії, перетвореної в лопаткових каналах робочого колеса, до всієї кількості використаної енергії називається ступенем реактивності. Практично майже всі турбіни діють з певним ступенем реактивності, проте реактивними звичайно вважають лише ті з них, у яких цей ступінь не менше за 0,5. Прикладом реактивної турбіни є Сегнерове колесо.

## Застосування
Турбіна — основний робочий елемент турбобура, турбовентилятора тощо. Стаціонарні парові турбіни та газові турбіни застосовують для приводу генераторів електричного струму (турбогенератори), відцентрових компресорів та повітродувок (турбокомпресори, турбоповітродувки), паливних та масляних насосів (турбонасоси).
Газові турбіни застосовуються в авіаційних двигунах (турбогвинтові двигуни та турбореактивні двигуни). Гідравлічні турбіни застосовують для приводу гідрогенераторів на ГЕС. В наш час[коли?] турбіни майже повністю витиснули поршневі парові машини в енергетиці.
Першу турбіну застосували в 1902 році.